# Grammistes sexlineatus
Grammistes sexlineatus – gatunek ryby z rodziny strzępielowatych, jedyny przedstawiciel rodzaju Grammistes. Poławiana na niewielką skalę, hodowana w akwariach morskich.

## Występowanie
Gatunek ten można zaobserwować w wodach Morza Czerwonego, Oceanu Indyjskiego oraz zachodniej części Oceanu Spokojnego. Występuje od południowo wschodnich wybrzeży Afryki do południowej Japonii i Nową Zelandię.
Jego naturalnymi siedliskami są rafy koralowe na głębokościach 1–40 m p.p.m.

## Charakterystyka

### Rozmiary i wygląd
Dorasta do 30 cm długości. Młode osobniki są czarne z okrągłymi jasnymi plamkami. Później na bokach ciała tworzą się białe podłużne pasy. 

### Dieta
Jest drapieżnikiem, żywi się mniejszymi rybami, głowonogami oraz skorupiakami.